# Patricia Arbués
Patricia Arbués va nàixer el 27 de desembre de 2004 a Madrid. És una actriu espanyola coneguda per les seues interpretacions en la sèrie internacional “El barco” i “El secreto de Puente Viejo”. És germana de l'actor Hugo Arbués, conegut per pel·lícules com “El Aviso” i series com “La catedral del mar”
Patricia Arbués destaca per la seua participació en el programa de televisió anomenat Cuarto Milenio emès a Cuatro, on va interpretar a una xiqueta que saludava a un fantasma. Temps anterior hi va ser model infantil per a catàlegs del Corte Inglés i ha participat en alguns anuncis de televisió com Champú Johnsons, Kinder Sorpresa, Movistar i el Ministerio de la vivienda.
Entre l'any 2011 i 2013 va treballar com a actriu en la sèrie El barco, on va interpretar el paper de Valeria Montero, la filla xicoteta del capità fins que la sèrie va finalitzar.
En 2013 va tindre un paper principal al curtmetratge "Amateur" dirigit per David Salvochea junt amb altres actors i actrius.
En 2014 va començar a treballar a la sèrie "El secreto de Puente Viejo" i en 2017 va començar a la sèrie La Catedral del mar, que va ser emesa per Antena 3. Els seus dos germans: Hugo i Pablo també són actors.